# Prix Iris de la meilleure actrice de soutien
Le prix Iris de la meilleure actrice de soutien (officiellement : prix Iris de la meilleure interprétation féminine dans un rôle de soutien) est une récompense cinématographique québécoise décernée chaque année depuis 1999 par le Gala Québec Cinéma. Ce prix récompense le travail d'interprétation d'une actrice, jugé comme étant la meilleure de l'année écoulée, dans un film où il tient un rôle secondaire.

## Palmarès
Source : Québec Cinéma

### Distribué sous le nom de prix Jutra de la meilleure actrice de soutien
- 1999 : Anne-Marie Cadieux pour le rôle de Paulette dans Le Cœur au poing
  - Sonia Vachon pour le rôle de Mme Thibault dans C't'à ton tour, Laura Cadieux
  - Monique Mercure pour le rôle de Madame Leroux dans Le Violon rouge
  - Micheline Lanctôt pour le rôle d'Arlette dans Aujourd'hui ou jamais

#### Années 2000
- 2000 : Pascale Bussières pour le rôle de la mère d'Hanna dans Emporte-moi
  - Maude Guérin pour le rôle de Linda dans Matroni et moi
  - Louise Portal pour le rôle de Carmen dans Le Grand Serpent du monde
  - Linda Singer pour le rôle de Dina Anderson dans Le Dernier souffle

- 2001 : Marie-Jo Thério pour le rôle de Marie-Lou dans Full Blast
  - Guylaine Tremblay pour le rôle de Sophie Taillon dans La Vie après l'amour
  - Maude Guérin pour le rôle d'Ariane dans La Beauté de Pandore
  - Sylvie Moreau pour le rôle de Sylvie dans La Bouteille

- 2002 : Sylvie Drapeau pour le rôle d'Henriette De Lorimier dans 15 février 1839
  - France Castel pour le rôle de Nicole dans Crème glacée, chocolat et autres consolations
  - Pascale Desrochers pour le rôle d'Audrey dans Un crabe dans la tête
  - Pierrette Robitaille pour le rôle de Claire dans Nuit de noces

- 2003 : Isabelle Blais pour le rôle de Katherine dans Québec-Montréal
  - Céline Bonnier pour le rôle de Nanette dans Séraphin : Un homme et son péché
  - Geneviève Bujold pour le rôle de Colette Lasalle dans La Turbulence des fluides
  - Patsy Gallant pour le rôle de Marlène Bédard dans Yellowknife

- 2004 : Clémence DesRochers pour le rôle de Clothilde Brunet dans La Grande Séduction
  - Claudia Ferri pour le rôle d'Anna Barberini dans Mambo Italiano
  - Dorothée Berryman pour le rôle de Louise dans Les Invasions barbares
  - Guylaine Tremblay pour le rôle d'Angéla dans 20h17 rue Darling

- 2005 : Sylvie Moreau pour le rôle de Jeanne dans Les Aimants
  - Brigitte Lafleur pour le rôle de Claudia dans Elles étaient cinq
  - Céline Bonnier pour le rôle d'Annie Beaudoin dans Le Dernier Tunnel
  - Marie-France Marcotte pour le rôle de Magdeleine « Maggy » Fortin dans Le Dernier Tunnel

- 2006 : Danielle Proulx pour le rôle de Laurianne Beaulieu dans C.R.A.Z.Y.
  - Anne-Marie Cadieux pour le rôle de Myriam Monette dans Maman Last Call
  - Catherine Trudeau pour le rôle d'Alphonsine Beauchemin dans Le Survenant
  - Diane Lavallée pour le rôle d'Alice Norchet dans Maurice Richard

- 2007 : Fanny Mallette pour le rôle de Stéphanie dans Cheech
  - Anne Dorval pour le rôle de Florence dans La Vie secrète des gens heureux
  - Céline Bonnier pour le rôle d'Élise dans Un dimanche à Kigali
  - Lucie Laurier pour le rôle de Suzie dans Bon Cop, Bad Cop

- 2008 : Laurence Leboeuf pour le rôle d'Angélique Ménard dans Ma fille, mon ange
  - Julie Perreault pour le rôle d'Hélène dans Les 3 P'tits cochons
  - Suzanne Clément pour le rôle de Zoé dans La Brunante
  - Véronique Le Flaguais pour le rôle de la mère de Clara dans Comment survivre à sa mère

- 2009 : Angèle Coutu pour le rôle de Mémé dans Borderline
  - Céline Bonnier pour le rôle de Simone Gauvin dans Maman est chez le coiffeur
  - Danielle Proulx pour le rôle de Leda Couture dans Le Déserteur
  - Maxim Roy pour le rôle de Christine dans Le Mur d'Adam

#### Années 2010
- 2010 : Sandrine Bisson pour le rôle de Claudette Trogi dans 1981
  - Bénédicte Décary pour le rôle de Nicole Bélanger dans Dédé, à travers les brumes
  - Fanny Mallette pour le rôle de Gastonne Belliveau dans Grande Ourse : La Clé des possibles
  - Hélène Bourgeois Leclerc pour le rôle d'Anita Sincennes dans Je me souviens
  - Sonia Vachon pour le rôle de Maude Gauthier dans 5150, rue des Ormes

- 2011 : Dorothée Berryman pour le rôle de Lucie Beaumont dans Cabotins
  - Danielle Proulx pour le rôle de Maggie dans Reste avec moi
  - Geneviève Chartrand pour le rôle de Katryne "Kat" Demers dans Le Journal d'Aurélie Laflamme
  - Isabelle Miquelon pour le rôle d'Mireille dans La Dernière Fugue
  - Marie Brassard pour le rôle de Céline Girandau dans Les Signes vitaux

- 2012 : Sophie Nélisse pour le rôle d' Alice L'Écuyer dans Monsieur Lazhar
  - Anick Lemay pour le rôle de Lucille dans Frisson des collines
  - Louise Portal pour le rôle de Louise dans Le Bonheur des autres
  - Sandrine Bisson pour le rôle de Majella Bourgeois dans La Peur de l'eau
  - Sonia Vachon pour le rôle de Manon dans Le Sens de l'humour

- 2013 : Sabrina Ouazani pour le rôle de Rand dans Inch'Allah
  - Eve Ringuette pour le rôle d'Osalic dans Mesnak
  - Monia Chokri pour le rôle de Stéfie Bellair dans Laurence Anyways
  - Nathalie Baye pour le rôle de Julienne Alia dans Laurence Anyways
  - Sophie Lorain pour le rôle de Françoise dans Avant que mon cœur bascule

### Distribué sous le nom de prix Iris de la meilleure actrice de soutien
- 2017 : Céline Bonnier pour le rôle d'Yvonne Sauvageau dans Embrasse-moi comme tu m'aimes
  - Cynthia Wu-Maheux pour le rôle de Julie dans L'Origine des espèces
  - Emmanuelle Lussier-Martinez (en) pour le rôle de Francesca dans Les Mauvaises Herbes
  - Léa Seydoux pour le rôle de Suzanne Knipper dans Juste la fin du monde
  - Marion Cotillard pour le rôle de Catherine dans Juste la fin du monde

#### Années 2020
- 2023 : Laurie Babin (en) pour le rôle de Clémentine dans Les Chambres rouges
  - Julie Le Breton pour le rôle de Isabelle dans Tu te souviendras de moi
  - Nadia Tereszkiewicz pour le rôle d'Amy dans Babysitter
  - Ève Landry pour le rôle de Josée dans Bungalow
  - Élise Guilbault pour le rôle de sœur Monique dans Le Temps d'un été